# Oberon and Puck: Verses Grave and Gay
Oberon and Puck: Verses Grave and Gay – tomik amerykańskiej poetki Helen Gray Cone, opublikowany w 1885, pierwszy z jej pięciu zbiorków lirycznych. Zawiera między innymi liczne sonety. Jeden z utworów, złożony z dwóch sonetów, autorka poświęciła Henry’emu Wadsworthowi Longfellowowi. Inny sonet odnosi się do najwybitniejszego amerykańskiego myśliciela Ralpha Waldo Emersona. Wśród zaprezentowanych utworów znalazł się napisany tercyną poemat Fiammetta.
In dream I passed the Gate that bears in black,
"Here lies dead Hope." The ineffable gold sky
I saw between the pillars, looking back,
And one young cloud, that slowly wandered by
As though it wondered. Downward, all was dark,
And through the dark I heard the sad souls cry.
Innym dłuższym utworem jest poemat The Song of Sir Palamede, poprzedzony cytatem z eposu Algernona Charlesa Swinburne’a Tristram of Lyonesse.